# أنطونيو كوارانتوتو
أنطونيو كوارانتوتو (بالإيطالية: Antonio Quarantotto)‏ (1897 – 1987) هو سبّاح إيطالي راحل، مثّل بلاده في الألعاب الأولمبية الصيفية 1920.

## روابط خارجية
أنطونيو كوارانتوتو على موقع اللجنة الأولمبية الدولية (الإنجليزية)
- أنطونيو كوارانتوتو على موقع أوليمبيديا (الإنجليزية)